# Desmiphora lenkoi
Desmiphora lenkoi är en skalbaggsart som först beskrevs av Lane 1959.  Desmiphora lenkoi ingår i släktet Desmiphora och familjen långhorningar. Inga underarter finns listade i Catalogue of Life.